# Chandler-Syndrom
Das Chandler-Syndrom ist eine Form des sehr seltenen iridokornealen endothelialen Syndromes mit den Hauptmerkmalen bei Jugendlichen auftretender, einseitiger Atrophie, Farbänderung und Knötchenbildung der Iris und Hornhautdystrophie.
Synonym: englisch iris atrophy with corneal edema and glaucoma 
Die Bezeichnung bezieht sich auf den Autoren der Erstbeschreibung aus dem Jahre 1956 durch den US-amerikanischen Ophthalmologen Paul A. Chandler.

## Verbreitung
Häufigkeit und Ursache sind nicht bekannt. Es handelt sich dabei um die häufigste Form des Iridokornealen endothelialen Syndromes.

## Klinische Erscheinungen
Klinische Kriterien sind:
- besonders bei weiblichen Jugendlichen
- einseitiges Hornhautödem mit Hornhautendotheldystrophie
- Irisatrophie mit nur geringer Zahl von Irisanomalien
- Glaukom nur der betroffenen Seite

## Differentialdiagnose
Abzugrenzen sind die anderen Formen des iridokornealen endothelialen Syndromes.
Dabei ist beim Cogan-Reese-Syndrom das sekundäre Glaukom meist schwächer, das Hornhautödem jedoch meist stärker ausgeprägt.